# Pipulka zlatohlavá
Pipulka zlatohlavá je drobný pták z podřádu křikavých.

## Výskyt
žije v Jižní Americe severně od řeky Amazonky.

## Popis
Dosahuje délky 9 centimetrů a váhy okolo 12 gramů. Samci mají černé tělo se zářivě žlutým peří v horní části hlavy, samice jsou zbarveny šedozeleně.

## Způsob života
Pipulka zlatohlavá žije stromovým způsobem života v deštných lesích do nadmořské výšky 1500 metrů. Je pokládána za nejhojnější druh mezi pipulkovitými. Živí se hmyzem a ovocem.

## Rozmnožování
Pipulka zlatohlavá je známa pozoruhodnými zásnubními tanci, při nichž provozují skupiny až dvanácti samečků složitou akrobacii a vydávají hlasité cvrčivé zvuky.Když přilákají samičku dochází k páření.Samička pak sama staví řídké hnízdo, do kterého snese 2 krémová, hnědě vzorovaná vejce.Ta se líhnou za 12–14 dní. Pipulky se dožívají 15 let.